# Гоц Мойше (Міхаіл) Рафаїлович
Михайло Рафаїлович Гоц (варіант імені: Мойше, 1866, Шауляй, Ковенська губернія —26 серпня, 1906, Берлін)  —  російський політичний діяч єврейського походження, революціонер, народоволець, один із засновників Партії есерів і куратор її Бойової організації; брат Абрама Рафаїловича Гоца.

## Біографія
Михайло (Мойше Рафаїлович) Гоц народився в 1866 році в родині Рафаїла Абрамовича Гоца та Фрейди Вульфівни Висоцької в місті Шавлі (Шауляй) Шавельського повіту Ковенської губернії (Литва), нині місто Шяуляй - адміністративний центр Шяуляйського повіту Литовської Республіки. Онук відомого московського чайного підприємця Вульфа Янкелевича Висоцького.

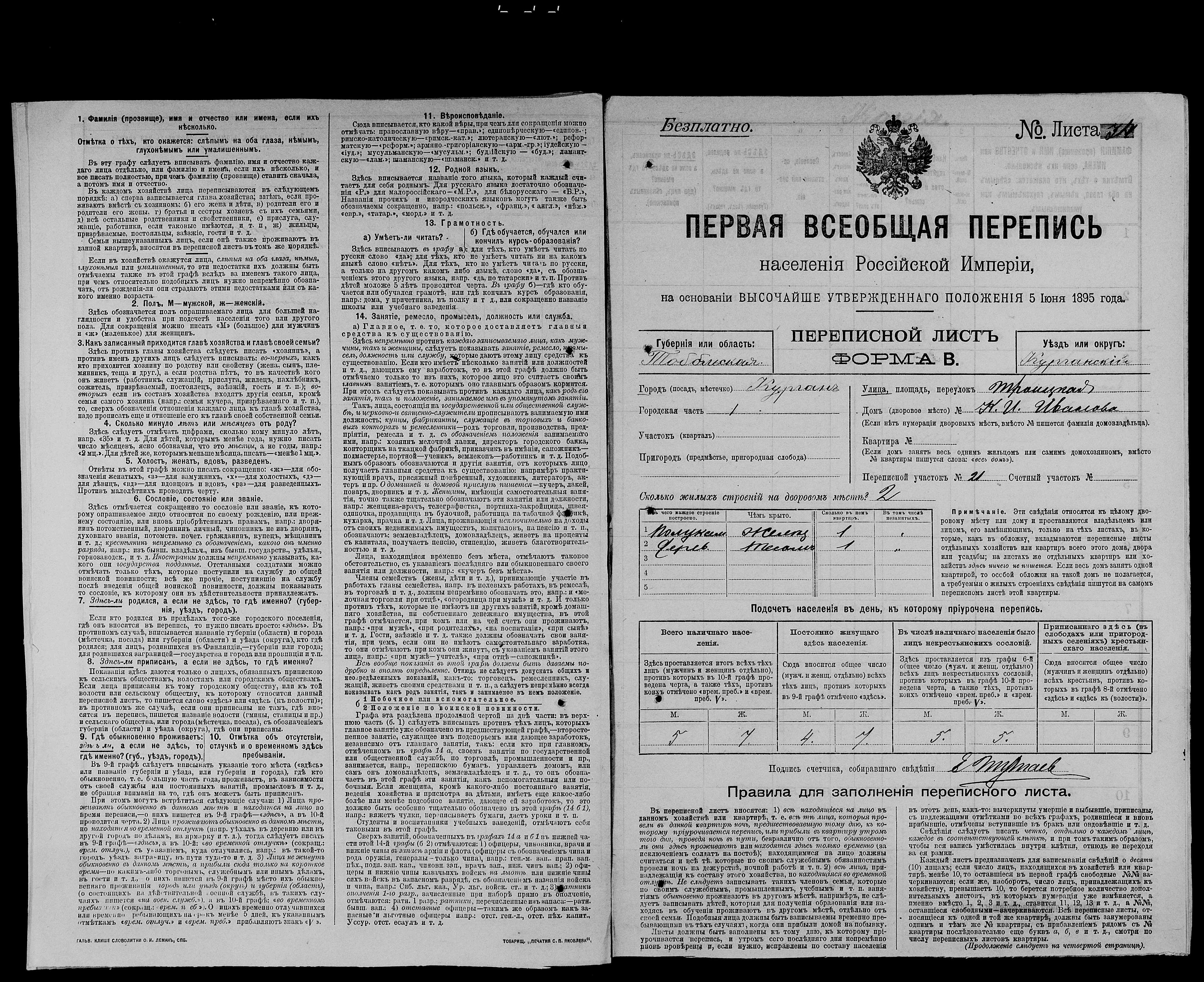
Перепис населення Російської імперії (1897), лист з описом будинку у м. Кургані, де жила сім'я Гоц

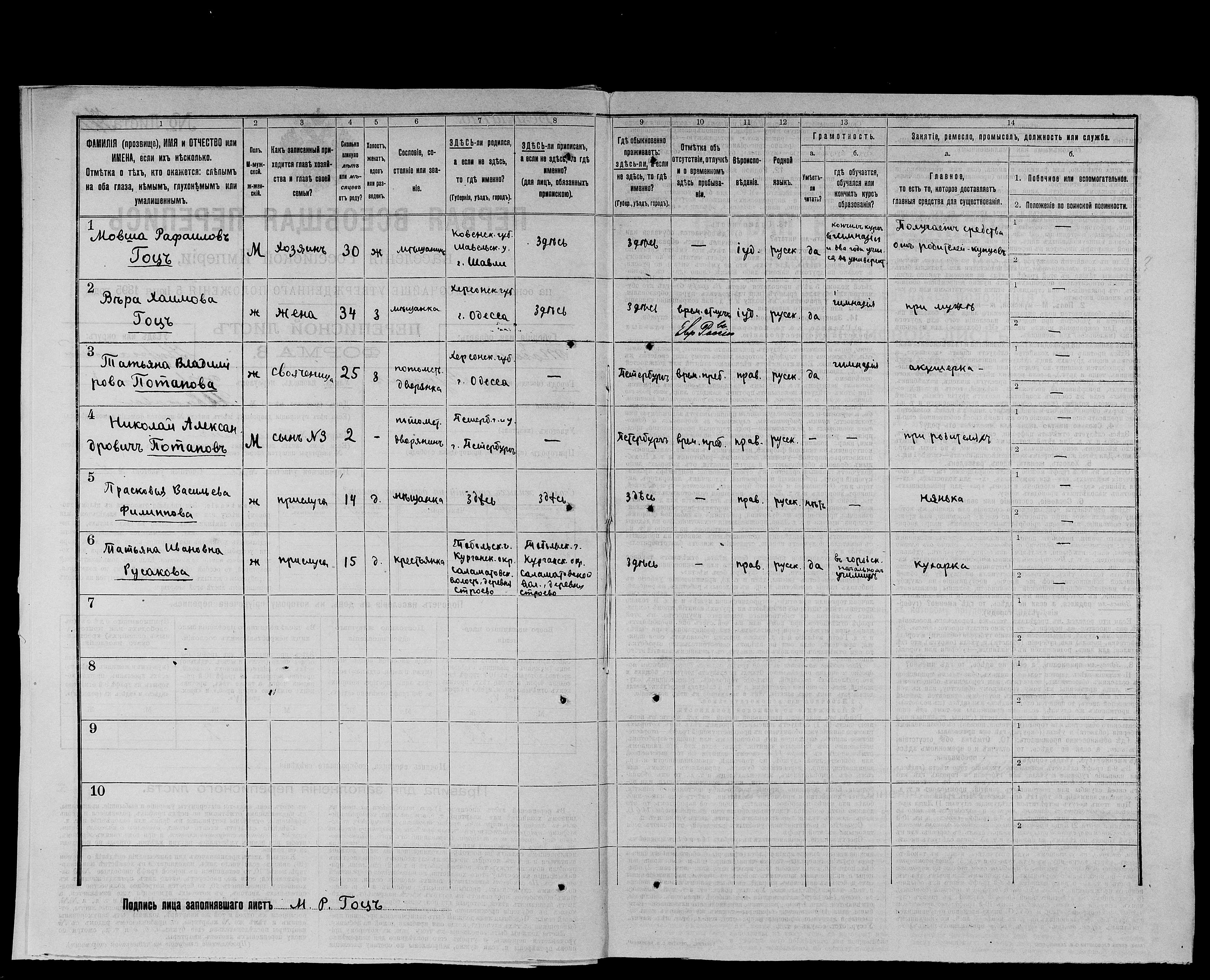
Перепис населення Російської імперії (1897), лист з описом родини Гоц

Народоволець з 1884 року. В 1885 вступив на медичний факультет Московського університету, в 1886 перейшов на юридичний факультет університету. Організував народовольчу друкарню. За революційну діяльність у жовтні 1886 року заарештовано і навесні 1888 року заслано на 8 років під гласний нагляд поліції у Східно-Сибірське генерал-губернаторство. Дорогою до Середньоколимська взяв участь у якутських заворушеннях (Якутська трагедія), був поранений і відправлений з іншими 20 поселенцями на безстрокову каторгу. Відбував покарання в Якутській та Вілюйській каторжних в'язницях, а з червня 1892 року в Акатуйській каторжній в'язниці та Гірському Зерентуї.

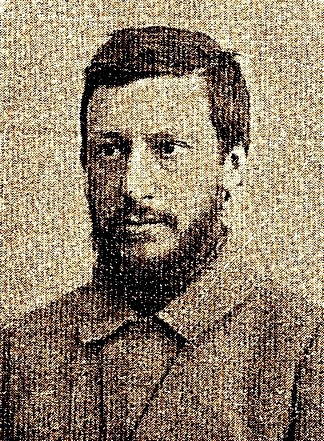
Михаіл Гоц

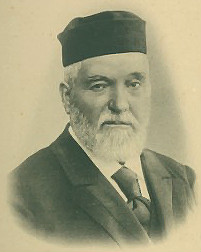
Вульф Висоцький, дід Михаіла Гоца, чайний магнат.

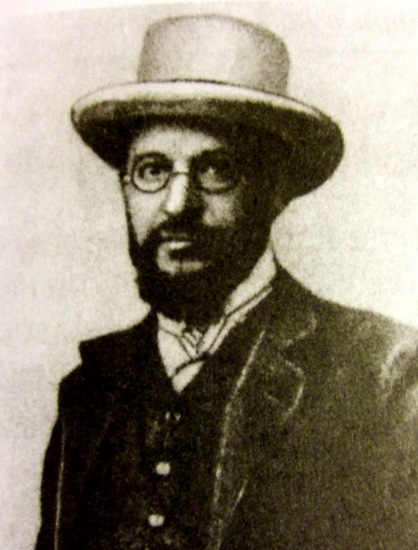
Абрам Рафаїлович Гоц (1882-1940)

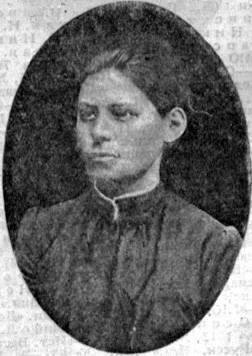
Віра Гоц (Гассох), дружина Михаіла Гоца

У 1895 році каторга замінена посиланням на поселення в місто Курган Тобольської губернії. Живучи на засланні в Кургані, займався журнальною діяльністю, розміщуючи статті у місцевій газеті «Степовий край» та в журналах «Світ Божий» та «Русское богатство» під псевдонімом «М. Рафаїлов».
У 1898 році отримав дозвіл на повернення до європейської частини Росії. В 1899 оселився в місті Одесі Херсонської губернії, де завідував місцевим відділом чайної фірми «В.Высоцкий и К°».
| | З двох юнаків, що зустрілися того разу в Москві на Страсному бульварі, один став найвизначнішим закордонним організатором партії соціалістів-революціонерів, співредактором її центрального органу «Революційна Росія», закордонним особливо уповноваженим її Бойової організації. Інший - став главою політичного розшуку і не тільки створив цілу школу добре вимуштрованих поліцейських шухляд, але і намагався оновити всю робочу політику самодержавства, зрощувавши її з завданнями царської охоронки і замаскувавши під модні кольори бісмарківського опікунсько-чиновницького, так званого. Один був Михайло Рафаїлович Гоц, інший — Сергій Васильович Зубатов. Про перше, коли він помер, найяскравіший із героїв відновленої терористичної боротьби Григорій Гершуні написав: «Він був живою совістю партії». Інший заслужив собі прізвисько «Макіавеллі охоронного відділення» та репутацію великого майстра щодо розбещення душ. В особі одного доля подарувала мені найкращого та найближчого товариша по роботі. Я був з ним нерозлучний протягом кількох років, аж до першої російської революції 1905 року. Він був мені другом і старшим братом — іншого імені я не підберу, хоча усвідомлюю, що й «брат» ще надто бліде й слабке слово для визначення відносин, що склалися між нами... |
| — Віктор Михайлович Чернов https://uk.wikipedia.org/wiki/Чернов_Віктор_Михайлович,+Чернов В.М. В партии социалистов-революционеров https://ru.m.wikisource.org/wiki/Гоц_Михаил_Рафаилович_(Чернов) | |

У 1900 році виїхав для лікування за кордон, де організував видання «Вісника російської революції» («Вѣстникъ русской революціи»), який став з 2-го номера теоретичним органом Партії соціалістів-революціонерів. Один із організаторів Партії есерів, член закордонного ЦК, творець статуту «Бойової організації есерів». Підтримував газету «Революційна Росія» та журнал «Вісник російської революції».
З 1902 року жив у Женеві, Швейцарія. Квартира Гоца в Женеві стала штабом партії, в якій, за словами В. М. Чернова, Гоц був «диктатором». Фінансував терористичну діяльність партії. Департамент поліції Російської імперії вважав Гоца «найнебезпечнішою людиною» серед есерів.
У березні 1903 року, на вимогу російського уряду, Гоц був заарештований у Неаполі, Королівство Італія, проте внаслідок організованої західноєвропейськими соціалістами кампанії на його захист італійська влада відмовила Росії у видачі Гоца. Незабаром його звільнили, і він повернувся до Женеви.Борис Савінков, який ставився до Михаіла Гоца як до наставника, згадував:
...Він, тяжко хворий, уже не вставав із ліжка. Лежачи в подушках і блищачи своїми чорними юнацькими очима, він із захопленням розпитував мене про всі подробиці справи Плеве. Було видно, що тільки хвороба заважає йому працювати в терорі: він мав задовольнятися роллю закордонного представника бойової організації… Офіційно роль Гоца в терорі, як я згадав вище, обмежувалася закордонним представництвом бойової організації. Насправді вона була набагато важливішою. Не кажучи вже про те, що і Гершуні і Азеф радилися з ним про підприємства, ми на роботі в Росії безперервно відчували його вплив. Азеф був практичним керівником терору, Гоц ― ідейним. Саме у його особі пов'язувалося справжнє бойової організації з її минулим. Гоц зумів зберегти бойові традиції минулого і передати їх нам у всій їхній недоторканності та повноті. Завдяки йому ім'я нам особисто невідомого Гершуні було для нас так само дороге, як згодом імена Каляєва і Сазонова. Для членів бойової організації, які знали Гоца за кордоном, він був не тільки товариш, він був друг і брат, який ніколи не відмовляв у допомозі та підтримці. Його значення для бойової організації важко врахувати: він не виїжджав до Росії і не працював пліч-о-пліч з нами. Але, мені здається, я не помилюся, якщо скажу, що згодом його смерть була для нас втратою не менш тяжкою, ніж смерть Каляєва— 

Емблема партії соціалістів-революціонерів

Іван Каляєв знайшов у Гоці ідейного наставника. Саме Гоц підготував його до замаху на великого князя Сергія Олександровича, звинувачуючи останнього в насильницькому виселенні з Москви євреїв, що проживали там, в 1891 році.
Михайло Гоц помер після операції пухлини спинного мозку 26 серпня 1906 року у місті Берліні Німецької імперії, нині місто – столиця Федеративної Республіки Німеччина. Похований 3 вересня 1906 року в місті Женева Республіки та кантону Женева Швейцарської Конфедерації.

## Родина

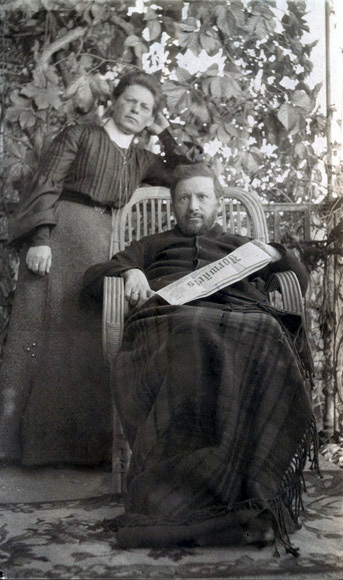
М. Р. Гоц із дружиною в останні роки

- Батько — Шлема-Рафаїл Абрамович Гоц (1844-?) — З 20 грудня 1885 купець 1-ї гільдії, член правління Товариства чайної торгівлі «Висоцький В. і К °».
- Дід — Вульф Янкелевич Висоцький — купець 1-ї  гільдії, засновник однієї з провідних чаєторговельних фірм у Росії «В. Висоцький і К°», єврейський філантроп та активіст палестинофільського руху «Ховевей Ціон» у Російській імперії.
- Мати — Фрейде Вульфівна Висоцька (1845-?) — дочка Вульфа Висоцького, засновника чаєторгової фірми «В. Висоцький і К °». З 1891 року вся родина постійно жила у Москві.
  - Сестра Розалія (Рейзе) Рафаїлівна Гоц (1880—?) — була одружена з статським радником, адвокатом Матвієм Володимировичем (Мордухом Вульфовичем) Поузнером (1869—1916), членом Ради та директором Російського торгово-промислового банку, членом правлінь Товариства», Донецько-Грушівського товариства кам'яновугільних та антрацитних копалень, товариства Сергінський-Уфалейських гірничих заводів. Його брат - журналіст і громадський діяч Соломон Володимирович Познер (1876-1946, батько письменника Володимира Познера); інший брат - Олександр Володимирович Познер (1875 - після 1941), засновник і співвласник товариства "Григорій Вейнберг та Олександр Познер, інженери" в Санкт-Петербурзі, дід телеведучого Володимира Познера і сходознавця Павла Познера. Сестра Віра Вульфівна Поузнер (1871-1952), була одружена з адвокатом і громадським діячем Л. М. Брамсоном.
  - Брат Абрам Рафаїлович Гоц — есер, член Бойової організації есерів.
  - У М. Р. Гоца були також сестри Соре (1873), Мере (1876), Бейле (1878), брат Маркус (1862, з 1885 працював м'ясником у Шауляї)[5].
- Дружина — Віра Самойлівна Гассох (1863-1938), у шлюбі Гоц, народилася в Одесі, член партії «Народна Воля». У 1887 р. заслано адміністративним порядком у Колимськ, Якутська обл. У 1889 р. брала участь разом із товаришами в озброєному спротиві у Якутську 22 березня. Разом із Зотовим, Гаусманом, Коган-Бернштейном та ін. приговена до безстрокової каторги, вирок відбувала у Вілюйську, на Карі та у Гірському Зерентуї. У 1894 р. кат. замінено селищ. За маніфом повернулася до Росії. Емігрувала до Франції, де й проживала до смерті.